# Drugslab
Drugslab is een YouTube-kanaal van de Nederlandse omroep BNNVARA met daarop wekelijks een aflevering over de test van een type drug en een video over de juiste wijze van gebruik (do's-and-don'ts) van de betreffende drug.
Het kanaal is in september 2016 opgericht en staat onder redactie van multimediaal platform Spuiten en Slikken. BNN startte het programma omdat jongeren steeds meer informatie via internet halen. Het programma is opgezet vanuit het uitgangspunt dat jongeren met drugs experimenteren en goede voorlichting ongelukken voorkomt. Het programma is internationaal gepositioneerd met Engelstalige ondertiteling.
Op 8 november 2019 werd bekendgemaakt dat Drugslab stopgezet zou worden. Het kanaal had toen net de mijlpaal van 1.000.000 abonnees overschreden. Naar eigen zeggen was hun missie om online voorlichting over drugs aan te bieden geslaagd en waren alle drugs die ze wilden uitproberen ten minste eenmaal aan bod gekomen.

## Format
De presentatie vindt plaats in wisselende duo's waarbij de ene presentator een dosis van een bepaalde drug neemt en de ander vragen stelt over het effect. Het programma wordt opgenomen in een decor van een scheikundelokaal. Op de achtergrond is een schoolbord aanwezig waarop hun hartslag, tijd en lichaamstemperatuur te zien is. Alle gebruikte drugs worden gecontroleerd door het Drugs Information and Monitoring System (DIMS) dat is opgezet door het ministerie van Volksgezondheid, Welzijn en Sport. Tijdens de opnamen is er een medisch team aanwezig. De redactie werkt in overleg met Jellinek voor de doses. De redactie test geen drugs die na eenmalig gebruik iemand verslaafd maken, waaronder heroïne en methamfetamine.

## Presentatie
Het programma werd oorspronkelijk gepresenteerd door Nellie Benner, Bastiaan Rosman en Rens Polman. In 2018 werd Polman vervangen door Dzifa Kusenuh.

## Ontvangst
De afleveringen worden gepubliceerd onder een licentie die hergebruik toestaat (Creative Commons). Daardoor verschijnen er ook versies ingesproken in andere talen. Het kanaal telt meer dan 1.000.000 volgers. De kijkers bestaan voor een kwart uit Nederlands publiek en een derde afkomstig uit de Verenigde Staten, het Verenigd Koninkrijk, Rusland en Duitsland. In het Verenigd Koninkrijk leidde het programma tot controverse en het verzoek het van YouTube te verwijderen. Volgens YouTube heeft Drugslab echter duidelijk een educatieve waarde en is YouTube trots dat ze een plek kunnen zijn waar mensen op allerlei gebied informatie kunnen vinden.